# فریدلوستاد
فریدلوستاد ( به سوئدی: Fridlevstad) یک منطقه مسکونی است که در بخش کالسکرونا شهرستان بلکینگه در کشور سوئد واقع شده است. جمعیت فریدلوستاد در پایان سال ۲۰۱۰ بالغ بر ۷۱۳ نفر بوده است.